# Portglenone
Portglenone (Port Chluain Eoghain in gaelico irlandese) è un villaggio dell'Irlanda del Nord, situato nella contea di Antrim.